# Pascual del Castillo
Pascual del Castillo fue un político peruano. 
Fue elegido diputado suplente por la provincia de Calca en 1886 durante el gobierno del presidente Andrés Avelino Cáceres y reelecto en 1889 y 1892.